# Římskokatolická farnost Zvonková
Římskokatolická farnost Zvonková je zaniklým územním společenstvím římských katolíků v rámci českokrumlovského vikariátu českobudějovické diecéze. Farnost zanikla 31. prosince 2019, jejím právním nástupcem je od 1. ledna 2020 farnost Horní Planá.

## O farnosti

### Historie

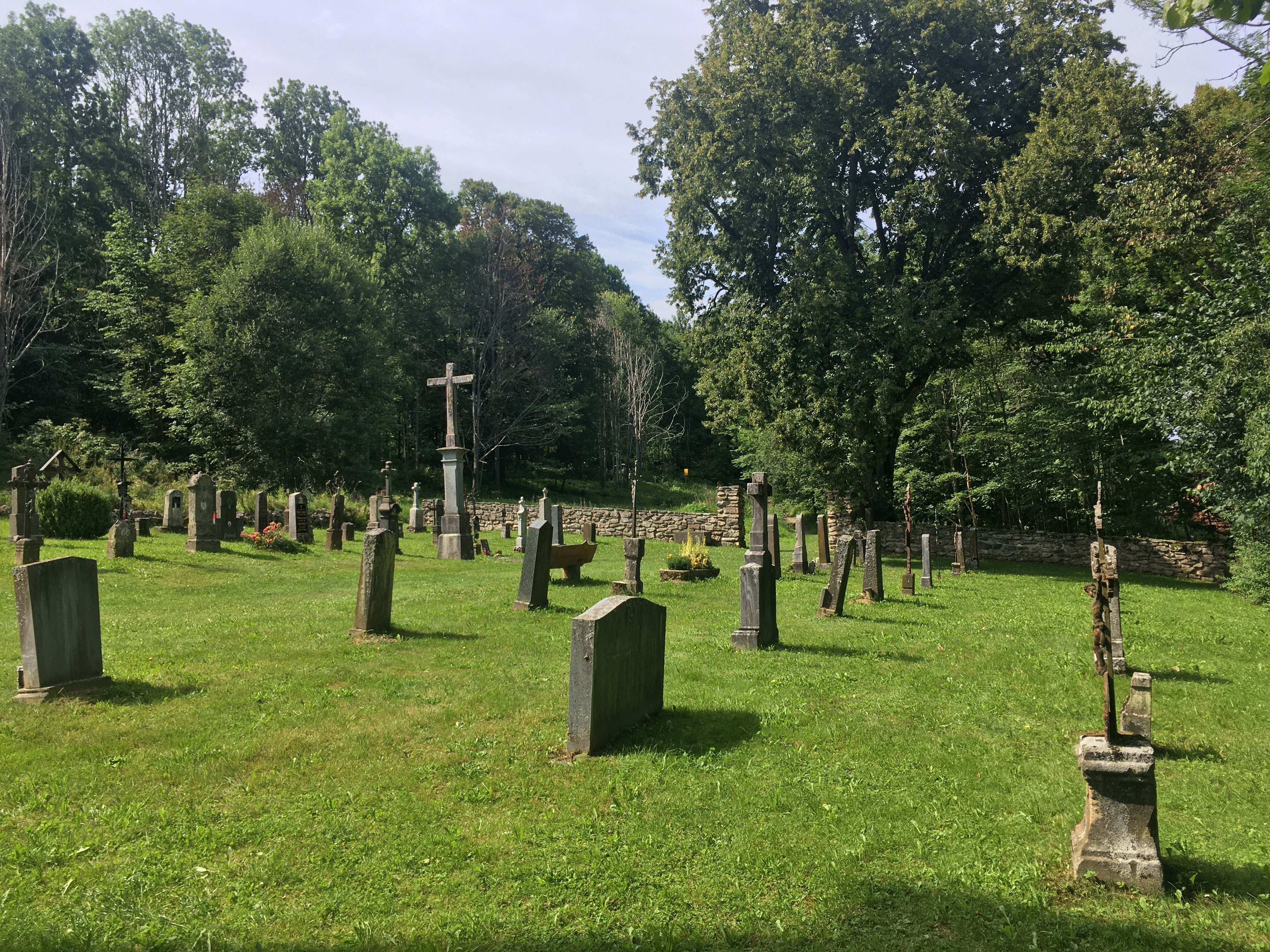
Obnovený hřbitov u kostela v Zadní Zvonkové

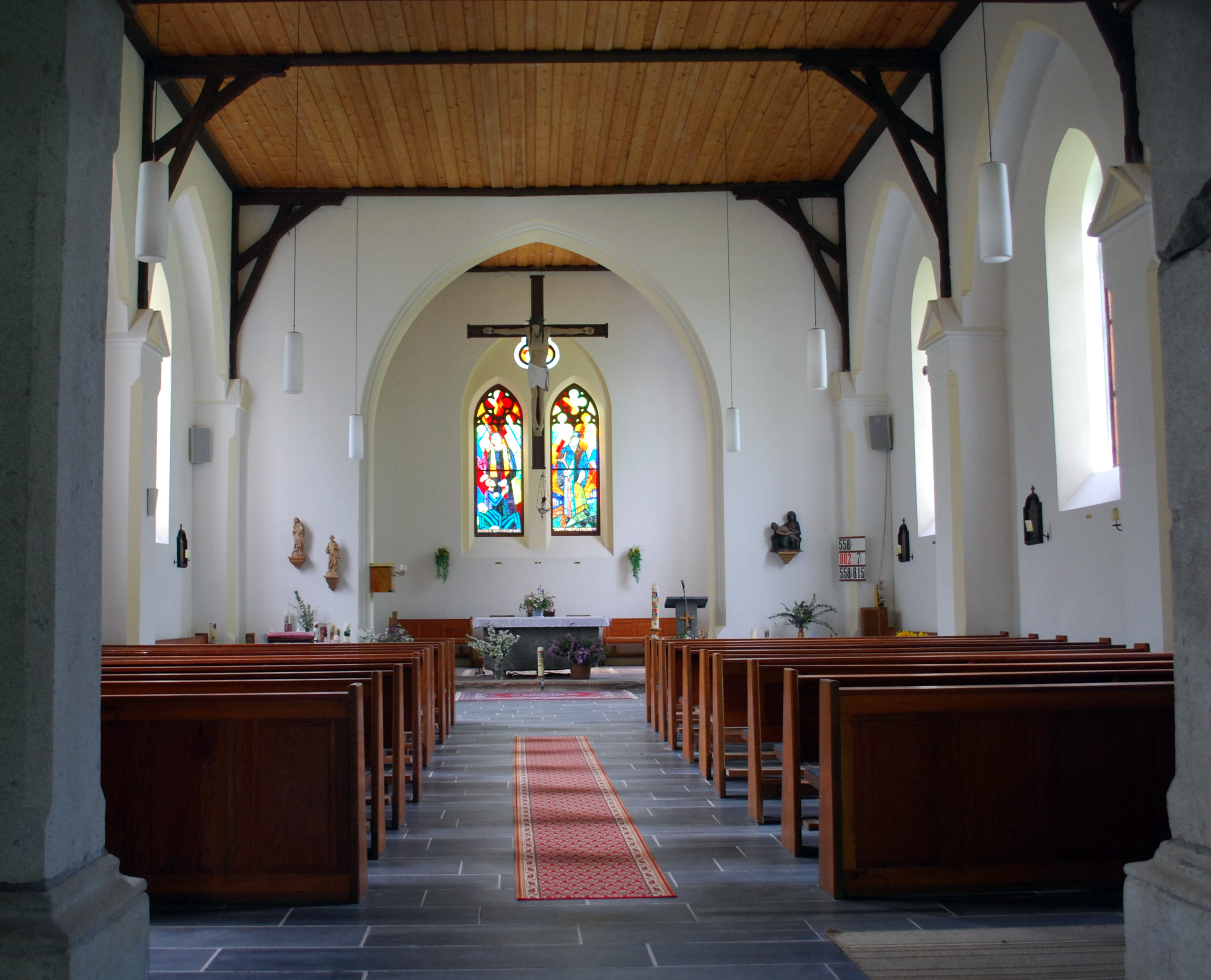
Interiér kostela svatého Jana Nepomuckého

Do roku 1785 byla Zvonková, známá pod německým názvem Glöckelberg, přifařená k Horní Plané, než zde byla v uvedeném roce zřízená lokálie. Stalo se tak na základě dvorských dekretů císaře Josefa II. z let 1782 a 1785, podle kterých měla být farnost či lokálie zřízená tam, kde cestu do farního kostela ztěžují přírodní podmínky, nebo je vzdálenost kostela větší než hodina cesty, nebo v místech, kde žije více než 700 obyvatel. Upřednostněná měla být ta místa, kde již kostel stál, kde kostel nebyl, měl být postaven. Tak měly být v rámci českobudějovické diecéze nově zřízeny fary a lokálie pro 18 farářů, 65 kaplanů a 10 kooperátorů a nově mělo být vybudováno 13 kostelů.
Ve Zvonkové byla v roce 1787 nejprve na místě pozdější školy postavená dřevěná kaple, otevřená 29. dubna 1787 vikářem z farnosti Rychnůvek, slavnostní kázání pronesl Karl Holzinger, kaplan z Horní Plané. Dne 14. dubna 1788 byla započatá stavba fary a 16. května téhož roku byl slavnostně vysvěcen základní kámen kostela. Stavba se po smrti císaře Josefa II. pozastavila z důvodu nedostatku financí, ale nakonec byl kostel svatého Jana Nepomuckého i hřbitov 19. října 1794 vysvěcen. O tři roky později byla postavená škola, v roce 1800 byl od zvonaře Josefa Pernera z Českých Budějovic zakoupen zvon, druhý zvon byl pořízen o rok později. Matriční knihy byly vedeny od roku 1787, kdy k území farnosti patřila Zadní Zvonková, Huťský a Josefův Důl. V roce 1857 byla lokálie povýšená na samostatnou farnost, prvofarářem byl jmenován P. Jan Menzinger. Roku 1876 kostel vyhořel a v letech 1878–1880 byl postaven nový v novogotickém slohu podle návrhu knížecího stavebního ředitele F. D. Deworeckého. Slavnostní vysvěcení novostavby proběhlo 3. července 1880, světitelem byl diecézní biskup Jan Valerián Jirsík.
Za druhé světové války byla farnost součástí linecké diecéze. V letech 1940–1941 zde byl jako duchovní správce ustanoven P. Engelmar Hubert Unzeitig z Kongregace marianhillských misionářů, který byl za své protinacistické postoje poslán do koncentračního tábora v Dachau. V Dachau krátce před koncem války zemřel na tyfus.
Po roce 1945 a nuceném vysídlení místních Němců se farnost vylidnila, v roce 1948 se stala součástí zakázaného pásma, k 1. červenci 1952 byla Zvonková úředně prohlášená za zaniklou. Kostel svatého Jana Nepomuckého se postupně měnil v ruinu, než v letech 1990–1992 došlo k jeho postupné obnově a znovuzřízení hřbitova. Zásluhu na tom měli především bývalí obyvatelé Zvonkové sdružení ve spolku Arge Šumava Böhmerwald, založeného Horstem Wondraschekem, jimž vyšli vstříc představitelé církve i státní správy. Kostel začal být označován Místem smíření a jeho okolí se stalo místem setkávání. V letech 2008–2009 byl kostel odvodněn a byly obnoveny jeho interiéry a fasády.

#### Duchovní správci
Přehled duchovních správců:
- 1787–1808 P. Oswald Höbler
- 1808–1825 P. Franz Freudenschuss z Horní Plané
- 1825–1850 P. Ondřej Stifter (* 17. listopadu 1788 Otice † 24. května 1878),[10] pohřben ve Zvonkové
- 1850–1877 P. Jan Menzinger (* 18. února 1808 † 10. října 1881)[11]
- 1877–1899 P. Matouš Klimeš, odešel na farnost Dolní Vltavice[5][12]
- 1899–1936 R. D. ThDr. Alois Essl (* 14. května 1867 Jablonec † 14. září 1936 Zvonková)[13]
- 1936 – říjen 1939 P. Jiří Metzner, kaplan z Horní Plané[14][15]

(okupace)
- říjen 1939 – 16. ledna 1940 farnost neobsazená[15]
- 16. ledna 1940 – říjen 1940 P. Emil Georg Cramer z linecké diecéze[16]
- říjen 1940 – 21. dubna 1941 P. Engelmar Hubert Unzeitig[7][16][17]
- 26. dubna 1941 – 1945 P. Ansbert Karl Bieberle, ze stejné kongregace jako Unzeitig[17]

Před svým zrušením byla farnost excurrendo spravovaná z farnosti Horní Planá, s výjimkou let 2010–2015, kdy byla spravovaná z farnosti Světlík a krátce z prelatury Český Krumlov. Jejími posledními duchovními správci byli:
- do 31. srpna 2010 P. Mgr. Quirín Ján Barník, OPraem.
- do 31. března 2015 P. Mgr. Ivan Marek Záleha, OPraem.
- do 31. srpna 2015 P. Václav Pícha, JC.D.
- do 31. prosince 2019 R. D. Ing. Mgr. Jan Špaček, dr. h. c.